# Fred Jay
Fred Jay, eigentlich Friedrich Alex Jacobson (* 27. Juli 1914 in Linz; † 27. März 1988 in Greenwich/Connecticut), war ein österreichischer Schlagertexter, der unter anderem die Texte für die Hits Es fährt ein Zug nach Nirgendwo (Christian Anders) sowie Ma Baker und Rasputin (beide Boney M.) geschrieben hat.

## Leben
Seine jüdischen Eltern stammten aus Berlin, befanden sich zur Zeit seiner Geburt jedoch in Linz. Seine Mutter starb, als Fred etwa zwei Jahre alt war. Er studierte an der juristischen Fakultät der Universität Wien. Während seines Studiums schrieb er im Jahr 1935 in einem Wiener Kaffeehaus den Schlager Danke schön, es war bezaubernd mit Bleistift in sein Notizbuch. Das mit Harry’s Tanzorchester (Heinz Sandauer) und Sängerin Gloria Astor 1937 aufgenommene Lied (Electrola Österreich; #EG 6754) wurde etwa zwei Jahre später in ganz Wien gesungen. Er beendete sein Studium der Rechte und promovierte zum Dr. jur. im Jahr 1937.
1938 floh er nach dem Anschluss Österreichs nach Frankreich. In einem kleinen Pensionszimmer im Pariser Quartier Latin schrieb er Reime, wobei er auf die französische Zeitung Le Monde als Sprachstütze zurückgriff. Seinen Lebensunterhalt verdiente er sich durch Spielen auf seiner Ukulele in den Cabarets des Montmartre. Als im September 1939 der Krieg zwischen Frankreich und Deutschland ausbrach, wurde er monatelang in einem Internierungslager festgehalten, wo er ein detailliertes, noch heute vorhandenes Tagebuch führte. Im Februar 1940 konnte er mit einem Visum nach New York ausreisen, wo der mehrsprachige Österreicher Arbeit beim Radio Die Stimme Amerikas (Voice of America) bekam. Mit der englischen Sprache machte er sich mit Hilfe des neuen Mediums Radio vertraut. Besonders die amerikanischen Unterhaltungsshows nützten ihm beim Schreiben neuer Liedertexte in amerikanischer Sprache. Während seiner Freizeit stellte er sich bei Musikverlagen vor. In New York traf er seine Frau Mary Wulman, ein Kind jüdischer und 1939 aus Polen ausgewanderter Eltern.
1963 bekam er eine Stelle als Reporter in München und übersiedelte mit seiner Familie nach München. Später wurde er amerikanischer Kulturoffizier beim RIAS und lebte in West-Berlin. 1985 zog er mit seiner Frau zurück nach New York.

### Erste Kompositionen

Lee Lawrence - The Things I Didn't Do

Zunächst komponierte Fred Jay, wie er sich nunmehr nannte, nur sporadisch Songs, oft zusammen mit Irving Reid. Lee Lawrence übernahm in Großbritannien seine erste Komposition The Things I Didn’t Do (Decca #F10408) im November 1954. Das Original von What Am I Living For? wurde von Chuck Willis am 14. Februar 1958 aufgenommen, ein oft gecoverter Song (Carl Perkins, The Animals, Percy Sledge), der mit Rang eins in den US-Rhythm-&-Blues-Charts und Rang 9 in der Pop-Hitparade eine erste Hitparaden-Platzierung einbrachte. LaVern Baker nahm am 11. September 1958 sein I Cried a Tear auf, Shirley Bassey folgte mit der B-Seite Hands Across the Sea (A-Seite As I Love You; November 1958), Conway Twitty coverte What Am I Living For? (B-Seite von The Hurt in My Heart, aufgenommen am 21. Februar 1960). Georgie Fame übernahm für seine erste Single Bend a Little im Juli 1964, Julie Rogers brachte seinen englischen Text zur argentinischen Komposition The Wedding im August 1964 bis auf Rang 3 der britischen Charts. Die Platte hat bis 1972 etwa 7 Millionen Exemplare umgesetzt.

### Deutschland
Im Jahr 1963 erhielt er das Angebot für eine Anstellung bei Voice of America in Deutschland. Seine Frau Mary konnte ihn dazu überreden, dass er mit knapp 50 Jahren mit seiner Familie erst nach München, dann nach Berlin übersiedelte. Hier wurde er Programmdirektor des Senders RIAS und stellte sich mit seinem schwarzen Notizbuch bei Produzenten und Verlegern vor. Der junge Musikverleger Peter Meisel erkannte in den vor vielen Jahren geschriebenen Zeilen Potenzial.

#### Erste deutsche Texte und Kompositionen

Mal Sondock - Ich seh' immer nur Dich

Jay war als Schlagertexter ein Spätstarter, da er erst im Alter von 55 Jahren eine hohe Produktivität bei Schlagerkompositionen entwickelte. Für Udo Jürgens entstand die erste Komposition von Fred Jay in Deutschland mit dem englischsprachigen Titel Stay in My World (B-Seite von Ol’ Man River; 1965), es folgte 1966 der singende Radio-DJ Mal Sondock mit dem ersten deutschsprachigen Titel Ich seh’ immer nur Dich (B von Juanita Banana). Erst ab 1969 entstanden jährlich mehrere Hits, in jenem Jahr waren es 16 Titel. Darunter befanden sich Jays erste drei deutschen Hitparadennotierungen, allesamt interpretiert von Ricky Shayne: Das hat die Welt noch nicht gesehen (Juli 1969; Rang 21), Es wird ein Bettler zum König (Juli 1969; Platz 17) und Ich mache keine Komplimente / In Chicago (November 1969; 24). Für 1970 sind 20 Kompositionen registriert, darunter im Juni 1970 der erste Hit für Marianne Rosenberg, Mr. Paul McCartney (Rang 39). Rex Gildo brachte Love a Little Bit (Melinda) im März 1970 bis auf Rang 25, Keine Macht auf Erden im August 1970 bis auf Platz 37. Howard Carpendale transportierte sein Ich hab‘ mein Glück gefunden im Dezember 1970 bis auf 27 und übernahm alleine 7 Titel im Jahr 1970 von Jay. Das Jahr 1971 sah 25 Kompositionen von Jay, darunter die erste Begegnung mit Frank Farian, der als Solokünstler den von Jay mit deutschem Text versehenen Titel Ruby Baby (als B-Seite von Morgens mittags abends – Barbara) erfolglos coverte.

#### 1970er Jahre
Der erste große Hit gelang Jay im April 1971, als Katja Ebstein beim Eurovision Song Contest 1971 mit dem umweltorientierten Titel Diese Welt den dritten Platz erreichte. Danach kam das von Jay verfasste Fremder Mann, gesungen von Marianne Rosenberg, im Juni 1971 auf Platz 8 der Hitparade.
Im Jahr 1972 war Jay an 44 produzierten Titeln beteiligt. Zusammen mit Christian Anders schrieb Jay die Ballade Es fährt ein Zug nach Nirgendwo, die ab 5. Juni 1972 für 2 Wochen Rang eins erreichte. Es war der zweitgrößte Hit für Anders mit 800.000 verkauften Platten, übertroffen mit 1,3 Millionen verkauften Singles von Geh’ nicht vorbei (erster Hit vom Juli 1969, #2). Anders sang allein im Jahr 1972 17 Titel von Fred Jay. Im Juli 1972 entstand in der Kooperation Jay und Jack White für Jürgen Marcus dessen erster großer Hit Eine neue Liebe ist wie ein neues Leben, das bis auf den zweiten Platz gelangte. Im Februar 1973 schrieb Jay wiederum mit White für Jürgen Marcus dessen zweitbeste Platzierung Ein Festival der Liebe, das bis auf Rang 3 kam.
Im Jahr 1973 steigerte sich Jay auf 57 Kompositionen, darunter 21 für Christian Anders. Nina & Mike brachten Jays Fahrende Musikanten im Dezember 1973 bis auf Rang 5 und wurde damit zu deren größtem Hit. Ende 1973 schrieb er zusammen mit Jack White für Jürgen Marcus den Song Irgendwann kommt jeder mal nach San Francisco, der im Februar 1974 zwar einen „Goldenen Löwen“ verliehen bekam, jedoch lediglich bis auf Rang 17 gelangte.
Auf 58 Titel kam Jay 1974, als er für Howard Carpendale 8 Titel schrieb. Darunter befand sich Du fängst den Wind niemals ein, der im September 1974 bis auf Rang 8 vordringen konnte. Als Michael Holm am 19. September 1974 den (ursprünglich italienischen) Titel Tränen lügen nicht in der „ZDF-Starparade“ präsentierte, förderte dies den Verkauf der deutschen Coverversion enorm und belohnte ihn mit der Spitzenposition der Hitparade. Jay schrieb einen englischen Text unter dem Titel When A Child Is Born und ließ ihn von Holm aufnehmen. In der englischen Version erreichte er im Dezember 1974 Rang 53 der US-Billboard-Charts. Die deutsche Fassung verkaufte sich über eine Million Mal und brachte Holm einen Goldenen Löwen ein.

Johnny Mathis - When A Child Is Born

Das Jahr 1975 verzeichnet 56 Songs aus der Feder von Jay, von denen lediglich zwei Titel bis auf Rang 3 vordringen können, nämlich die im März 1975 veröffentlichten Titel Ein Lied zieht hinaus in die Welt von Jürgen Marcus und Howard Carpendales Deine Spuren im Sand. 1976 brachte 77 Kompositionen aus der Feder von Fred Jay hervor, darunter befanden sich auch die ersten beiden Kompositionen für die von dem Produzenten Frank Farian zusammengestellte Disco-Formation Boney M., nämlich Got a Man on My Mind und Lovin‘ or Leavin‘, die beide auf der am 28. Juni 1976 erschienenen LP Take the Heat off Me zu finden waren.
Mehr als zwei Jahre nach der Veröffentlichung von Tränen lügen nicht und Jays zusätzlichem englischem Text griff Johnny Mathis die englische Fassung When a Child Is Born wieder auf und verkaufte im November 1976 in London an einem Tag 221.000 Exemplare, was ihm einen Eintrag ins Guinness-Buch der Rekorde einbrachte. Das Weihnachtslied erreichte den ersten Rang in England für drei Wochen, innerhalb weniger Tage waren dort 500.000 Singles verkauft und insgesamt 850.000 kurz nach der Weihnachtssaison. Die 120 Versionen in verschiedenen Sprachen brachten den Titel auf einen Umsatz von 6 Millionen Platten. Er blieb die erfolgreichste Veröffentlichung von Fred Jay. Seither gehört der Titel zu den Millionensellern unter den Weihnachtsliedern.

Howard Carpendale - Ti Amo

Insgesamt 50 Titel kamen im Jahre 1977 von Jay auf den Markt. Darunter diesmal drei Songs für Boney M., und zwar Silent Lover (LP Love for Sale, erschienen am 2. Mai 1977), Plantation Boy (B-Seite von der Single Belfast, erschienen am 19. September 1977) sowie Jays erster Hit für die Truppe, das am 2. Mai 1977 erschienene Ma Baker. Der Song über eine amerikanische Gangsterfrau verharrte ab 13. Juni 1977 für drei Wochen auf der Spitzenposition der deutschen Hitparade. Im April 1977 coverte Howard Carpendale mit Tür an Tür mit Alice ein britisches Original und hielt sich zusammen mit der Originalversion in jenem Monat in den Top 10 der deutschen Charts auf. Im Oktober 1977 erschien Carpendales Fassung von Ti amo, die mit Jays deutschem Text Rang 2 belegen konnte.
Unter den 42 Kompositionen des Jahres 1978 befanden sich 4 weitere Hits für Boney M. Zusammen mit George Reyam und Farian entstand darunter die am 28. August 1978 auf den Markt gebrachte Single Rasputin, die Rang 1 für eine Woche der deutschen Charts schaffte. Howard Carpendale transportierte … dann geh doch im September 1978 in die Charts. Bruce Low, spezialisiert auf Lieder mit christlichem Inhalt, präsentierte noch im September 1978 Die Legende von Babylon, die bis auf Rang 7 vordringen konnte.

#### 1980er Jahre
1979 kamen 39 von Fred Jay verfasste Titel auf den Markt, darunter zwei große Hits für Boney M. Es handelte sich um Hooray! Hooray! It’s a Holi-Holiday, erschienen am 26. März 1979 und El Lute / Gotta Go Home vom August 1979, letztere erhielt eine Goldene Schallplatte in Spanien. Die Anzahl der von Jay komponierten Titel nahm tendenziell weiter ab, denn 1980 kamen nur 26 Songs heraus, darunter im April 1980 Boney M. I See a Boat on the River, im September 1980 Children of Paradise. 1981 kreierte er nur noch 18 Hits, wovon Boonoonoonoos im September 1981 von Boney M. übernommen wurde. Die Gruppe coverte auch sein When a Child is Born für die am 23. November 1981 erschienene LP Christmas Album. 1982 kamen nur noch 7 Titel aus der Feder von Jay heraus, wobei Boney M. im November 1982 Zion’s Daughter übernahm, das auf Georg Friedrich Händels Oratorium Judas Maccabaeus basierte. Fred Jays letzte Komposition war Weil wir uns lieben für Andy Borg im Mai 1983, das Rang 4 erreichte.

## Statistik und Auszeichnungen
Großabnehmer der Kompositionen von Fred Jay waren Howard Carpendale (87 Titel), Christian Anders (52), Boney M. (36) oder Jürgen Marcus (27). Dem bescheidenen Jay standen für seine Werke einige Goldene Schallplatten zu, die er jedoch nie in Empfang nahm. Er schrieb mindestens 900 Songs, oft spezialisiert auf deutsche Texte zu internationalen Hits, und gehört damit zu den erfolgreichsten Schlagertextern in Deutschland. Bei BMI sind für Fred Jay lediglich 174 Titel urheberrechtlich registriert, darunter auch 3 BMI-Awards für I Cried a Tear, What Am I Living For und The Wedding.

## Rückkehr in die USA
Im Jahr 1985 zog er mit seiner Familie wieder nach New York zurück, wo sein Sohn Michael Jacobson als Herzspezialist arbeitet. Im Alter von 73 Jahren verstarb Fred Jay. Seine Verabschiedung nach seinem Tod im Jahr 1988 fand in Greenwich (Connecticut) in einer kleinen Friedhofskapelle mit weniger als zwanzig Verwandten und Freunden statt. Der bereits zu Lebzeiten bescheidene Fred Jay wurde in einem Holzsarg bestattet, es wurden keine Reden gehalten, und als Musik erklang seine erste Komposition Danke schön, es war bezaubernd.

## Stiftung
Seine Witwe Mary Jay-Jacobson stiftete einen mit 15.000 Euro dotierten Fred-Jay-Preis, der seit 1989 an deutschsprachige Liedtexter und Künstler verliehen und von der GEMA als Schirmherrin ausgerichtet wird. Sie kam zu vielen Preisverleihungen persönlich und verstarb am 28. März 2010.